# Leopold Adams
Leopold Adams (* 16. März 1902 in Nasingen, Eifel; † 24. November 1997) war ein deutscher Jurist.

## Leben
Leopold Adams studierte nach seinem Abitur 1921 in Saarlouis Rechts- und Staatswissenschaften an den Universitäten in Bonn und Marburg. 1924 legte er die erste juristische Staatsprüfung am OLG Köln ab und 1929 die zweite Staatsprüfung in Berlin. 1929 wurde er mit der Arbeit Die Körperverletzung im Amtlichen Entwurf eines Allgemeinen Deutschen Strafgesetzbuches an der Rheinischen Friedrich-Wilhelms-Universität Bonn zum Dr. iur. promoviert.
1939 wurde er als Zivilrichter beim Landgericht Landau in der Pfalz angestellt.
Adams war nach dem Zweiten Weltkrieg Staatsanwalt beim Landgericht Saarbrücken, später Generalstaatsanwalt beim Saarländischen Oberlandesgericht. Er hatte einen Lehrauftrag für Strafprozeßrecht an der Universität des Saarlandes inne.
1957 wurde Adams vom Bundesminister der Justiz zum Leiter des deutsch-französischen Gemischten Gerichtshof vorgeschlagen.
1966 wurde Leopold Adams von Kardinal-Großmeister Eugène Kardinal Tisserant zum Ritter des Ritterordens vom Heiligen Grab zu Jerusalem ernannt und am 3. Dezember 1966 im Augsburger Dom durch Lorenz Kardinal Jaeger, Großprior der deutschen Statthalterei, investiert.
Er war seit 1921 Mitglied der katholischen Studentenverbindung KDStV Ascania Bonn im CV und trat später noch der KDStV Carolus Magnus Saarbrücken im CV bei.